# Теотль
Теотль (Теотл или Таотль; лат. Teotl; от «тео», небесный) — мезоамериканское понятие «божество», в отличие от текутли («благородный господин»). Центральное понятие мифологии и философии ацтеков: высший, невидимый творец и властитель вселенной; ему были подчинены 13 главных божеств и ещё 200 низших, из которых каждому был посвящён определённый день или же особое празднество.
Теотль почитался как «вездесущий», «знающий все мысли и раздающий все дары», «бог невидимый, неприкосновенный, несозданный, вечно юный и всемогущий». Ацтеки были твёрдо убеждены, что человеческая жизнь всецело зависела от Творца, без которого человек сам по себе — ничто. Мексиканцами именовался как «Тлок Нагуаке» («сам себя в себе заключающий»), считался невидимым, поэтому ни в каком виде не изображался.
«Православное обозрение» за 1884 год отмечало, что сходство мексиканского «теотл» с греческим «тео» (θεό) — поразительно, но совершенно случайно.
Понятие «теотль» является частью именований следующих ацтекских богов: Ометеотль («два бога») ; Айаутеотль (богиня инея и тумана); Тласолтеотль (богиня плодородия); Уэуэтеотль (бог огня); Центеотль (бог кукурузы).

## 200 низших божеств
Во главе 200 низших божеств стоял бог-покровитель всего народа, страшный Уицилопочтли, мексиканский Марс. После этого бога самыми выдающимися представителями древнемексиканского пантеона являются Кетцалькоатль и Тескатлипока. Первого, бывшего национальным богом толтеков, также высоко чтили и ацтеки, преимущественно как бога воздуха. Тескатлипока считался душой мира, ему приписывали сотворение неба и земли и в нём также признавали бога, воздающего за содеянное добро и зло.

## Отражение в русской культуре
- Теотль, мудрец и «председатель Ордена Освободителей», — персонаж драматизированной повести Брюсова «Земля» (1904), посвящённой теме города будущего.
- Стих Бальмонта «День» (1921).